# بیماری کاناوان
بیماری کاناوان (به انگلیسی: Canavan disease) که بیماری کاناوان-فان بوگارت-برتراند، نقص آمینو آسیلاز ۲ و نقص آسپارتو آسیلاز نیز خوانده می‌شود، نوعی نقص مادرزادی است که باعث آسیب پیشرونده نورونها می‌شود.

## علائم بالینی
- زمان تولد و دوره نوزادی: طبیعی. شکل مادرزادی در چند هفته اول زندگی ظاهرمیشود.
- دوران شیرخوارگی و کودکی: شایعترین شکل آن تا ۶ ماهگی بارز می‌گردد که با بزرگی دور سر و کاهش تونوس عضلانی محوری معمولاً تا ۲ تا ۴ ماهگی بروز می‌کند. در چند هفته اول پس از تولد تحریک پذیری، تثبیت کردن کم چشمها، مکیدن ضعیف، کاهش حرکات خودبخودی، تأخیر در بسته شدن ملاج قدامی، کاهش تونوس عضلانی، افتادن سر یا کنترل کم سر روی می‌دهند. بزرگی دور سر، کاهش تونوس عضلانی محوری و اسپاستیسیتی تریاد تشخیصی این بیماری است. یافته‌های تکاملی مانند لبخند زدن و گرفتن اشیاء از دست می‌رود. بی‌توجهی، اسپاستیسیتی بدنبال کاهش تونوس عضلانی به صورت فلج دو یا چهار اندام، اپیستوتونوس، بابنسکی مثبت، اشکال در خواب، آتروفی زودرس عصب بینایی و نابینایی، نیستاگموس، تشنج، کاهش سرعت وزن گیری، عقب ماندگی ذهنی، ناشنوایی، اشکال در بلع، برگشت مواد غذایی از معده به مری، دیستونی و وضعیت دسربره یا وضعیت دکورتیکه هم مشاهده می‌شوند. دوره نوجوانی: شکل نوجوانی بیماری تا ۴-۵ سالگی بروز می‌کند که در آن سندرم پیشرونده مخچه‌ای با دیزآرتری و ترمور ظاهر می‌گردد که منجر به اسپاستیسیتی و دمانس می‌شود. سرانجام آتروفی عصب بینایی و رنگدانه دار شدن شبکیه، بی‌ثباتی درجه حرارت و ذات الریه منجر به مرگ بیمار رخ می‌دهد.

## نقص آنزیمی
نقص در آنزیم آسپارتو آسیلاز.

## توارث ژنتیکی
اتوزوم مغلوب.

## میزان بروز
نادر.

## روش تشخیص
- اسیدهای آلی ادرار: افزایش اسید استیل آسپارتیک.
- آسیل کارنیتین: طبیعی.
- بررسی آنزیم.

## درمان
ندارد.
بهبودی با توانبخشی و مخصوصا کاردرمانی

## آزمون تشخیص قبل از تولد
بررسی اسید ان استیل آسپارتیک با گاز
کروماتوگرافی- اسپکترومتری جرمی در مایع آمنیوتیک.